# 孔雀属

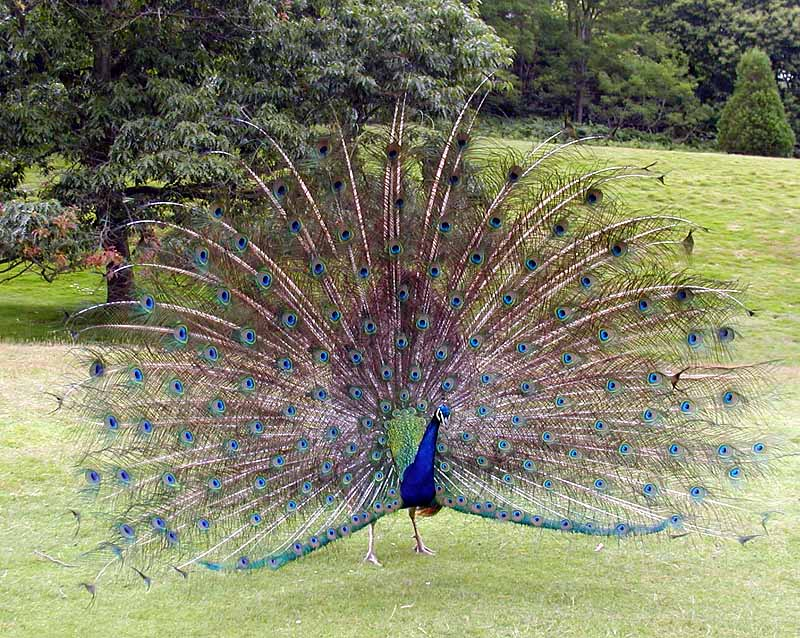
孔雀

孔雀屬（學名：Pavo）是其中一個屬的孔雀，主要分為兩種，即綠孔雀（Pavo muticus）與藍孔雀（Pavo cristatus）。藍孔雀又叫「印度孔雀」，雄雀羽毛為寶藍色，具金屬光澤，分佈在印度與斯里蘭卡。綠孔雀又叫「爪哇孔雀」，分佈在東南亞。另外，藍孔雀有「白孔雀」與「黑孔雀」兩個變異種。

## 下属物种
本属包括以下物种：
- 藍孔雀 Pavo cristatus Linnaeus, 1758
- Pavo moldavicus Bocheński & Kuročkin, 1987
- 绿孔雀 Pavo muticus Linnaeus, 1766